# Gare de Munich-Est
 (février 2022).
Si vous disposez d'ouvrages ou d'articles de référence ou si vous connaissez des sites web de qualité traitant du thème abordé ici, merci de compléter l'article en donnant les références utiles à sa vérifiabilité et en les liant à la section « Notes et références ».
La gare de Munich-Est (en allemand : Bahnhof München Ost) est une gare ferroviaire allemande. Située à Munich, dans le quartier de Haidhausen, c'est un point de transfert important pour le trafic local et longue distance. 
La gare de passage avec 12 voies de plate-forme est l'une des 21 gares de première catégorie de Deutsche Bahn et est donc, avec la gare centrale, l'une des deux gares munichoises de cette catégorie. La gare est l'une des trois gares de trains longue distance de la capitale bavaroise, avec la gare centrale de Munich et la gare de Pasing.

## Situation ferroviaire

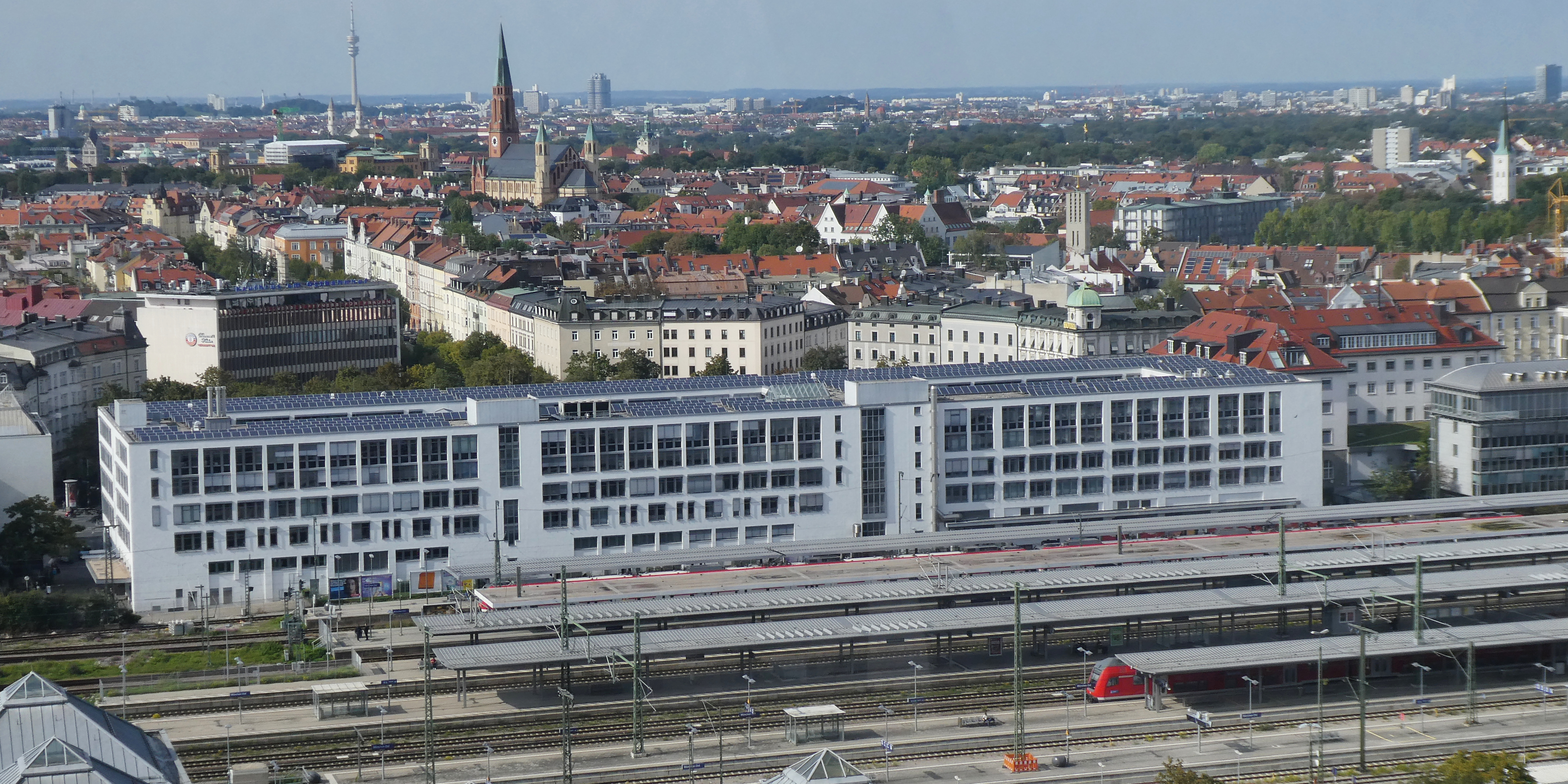
Vue sur la gare.

## Histoire
La gare est créée sous le nom de gare de Haidhausen le 1er mai 1871 avec la ligne vers Neuötting par Mühldorf am Inn. Le 15 octobre 1871, suit la ligne vers Rosenheim. Le bâtiment est inauguré en 1871 selon les plans de l'architecte de la gare centrale Friedrich Bürklein et est à l'époque un bâtiment représentatif de la néo-Renaissance avec des colonnes en fonte à l'intérieur, des arcs ronds à l'entrée et une fontaine dans le parvis, qui est maintenant ouvert, se dressent sur la Weißenburger Platz.
Le 15 octobre 1876, la gare reçoit le nom de Munich-Est. En 1880, la construction d'une boîte de signalisation centrale commence. En 1898, la ligne vers Deisenhofen (de) par Giesing est construite et en 1909 une connexion vers Ismaning et Munich-Schwabing. Cette dernière est électrifiée en 1927 avec la liaison de Munich à Rosenheim comme première ligne à toucher Munich-Est.
De 1912 à 1924, la nouvelle gare de triage de Munich-Est est construite à l'est de la gare voyageurs. Avec la gare de triage, le nouveau dépôt ferroviaire de Munich-Est ouvre en 1924, remplaçant les installations de dépôt précédentes à la gare de voyageurs.
Le 24 mai 1926, le train de voyageurs 820, en provenance de Berchtesgaden, s'arrête vers 22 h 30 devant le signal d'entrée fermée dans la gare. En raison d'une erreur mécanique, le signal qui le couvre indique une "course libre", bien que le poste de signalisation fût réglé sur "arrêt". 30 personnes meurent lorsque le train 814 percute le train à l'arrêt.
La gare est détruite lors des bombardements sur Munich en avril 1944 et n'est que partiellement restaurée. En 1952, la construction d'une salle de comptoir provisoire commence. Le 22 juin 1959, l'installation de chargement des trains d'automobiles est mise en service.
En 1971, un boîtier de signalisation de contrôle de voie (type SpDrS60[4]) est mis en service. En mai 1972, le réseau S-Bahn est mis en service avec la ligne principale. Le bâtiment d'accueil actuel ouvre en 1985 et le centre de voyage est repensé en 1999. À l'été et à l'automne 2008, les façades du bâtiment principal et du bâtiment de la poste attenant sont rénovées.
La variante A du projet Munich 21 prévoit l'intégration d'un tunnel à quatre voies de la gare centrale à l'extrémité ouest de la gare de l'Est. Avec cette solution, un maximum de dix voies de plate-forme (plus S-Bahn) eût nécessaire à la gare de l'Est. Dans le cadre de l'alternative B, un tunnel à deux voies doit être construit entre les gares centrale et de l'Est sans aucune modification majeure de la zone du quai. Les deux tunnels fussent utilisés par des trains longue distance et régionaux.
La base de la dite « conversion du plan des voies de la gare de Munich-Est » est un contrat conclu en 1998 entre le Land de Bavière et la Deutsche Bahn AG. L'autorité fédérale approuve le projet dans le cadre d'un processus d'approbation de planification le 29 avril 2003.
Depuis le 30 août 2004, un enclenchement électronique à distance (ESTW-A) assure les voies 4 et 5 de la station. La voie 5 est équipée d'un contrôle de train linéaire et d'un Block-système avec des identifiants de bloc dans la zone du quai pour permettre des séquences de trains denses à partir de la ligne principale.
Les conversions à la gare de l'Est font partie de la décision d'approbation de planification rendue le 30 mai 2006 pour la section 3 A de la deuxième ligne principale. Au cours de l'introduction de l'intervalle de 10 minutes, les modifications nécessaires du plan des voies entre la gare de l'Est et le Leuchtenbergring sont reportées afin d'éviter des modifications du plan des voies. L'enclenchement électronique de la gare de l'Est, la nouvelle construction du quai C (avec les voies de quai 5 et 6) et la démolition du quai B existant (voies 3 et 4) font également partie de cette décision d'approbation d'urbanisme. La cabine de signalisation est divisée en modules pour le trafic longue distance, pour le S-Bahn, pour la ligne principale et la deuxième ligne principale, de sorte qu'en cas d'incident, plusieurs zones ne soient pas affectées en même temps.

## Service aux voyageurs

### Accès et accueil
Le centre client S-Bahn Ostbahnhof et un centre de voyage Deutsche Bahn sont au premier sous-sol. La quasi-totalité de la façade du bâtiment, qui fait face à Orleansplatz, est conçue comme une arcade devant laquelle se trouvent des stations de taxis et des places de stationnement de courte durée payantes. Une grande partie du bâtiment principal est utilisée par la ville de Munich en tant que service social (y compris des parties du bureau de la protection de la jeunesse de la ville et un centre social communautaire). Les entrées se trouvent au rez-de-chaussée et au premier sous-sol. Il y a environ 20 magasins dans la gare, la plupart d'entre eux dans la galerie marchande du premier sous-sol. Il y a aussi quelques magasins au rez-de-chaussée du bâtiment principal et à la sortie arrière sur la Friedenstrasse. La plupart des magasins sont également ouverts le dimanche et les jours fériés. Outre le commerce de détail, les établissements gastronomiques sont majoritairement représentés. Il existe de nombreux distributeurs automatiques, par exemple pour les billets, les bonbons, les boissons, les photos d'identité, les cigarettes et les cartes prépayées pour les téléphones portables.
Il y a un total de 17 voies dans la gare voyageurs. Les quais 1 à 5 sont réservés au trafic S-Bahn, les quais 6 à 8 et 11 à 14 sont destinés au trafic local et longue distance. Les voies 9, 10 et 15 sont réservées au passage des trains et ne disposent pas de quai. Il y a des installations de chargement pour les trains à moteur sur les quais 16 et 17, qui sont également garés et nettoyés ici. Les lignes de train de nuit en direction de Berlin et Hambourg partent de Munich-Est.

### Desserte

#### Longue distance
Les trains EC/IC circulent principalement depuis et vers Salzbourg ou Innsbruck et l'Italie, généralement pour un voyage ultérieur par la gare centrale de Munich vers Francfort-sur-le-Main. Les trains Railjet s'arrêtent également en direction de Vienne. De plus, il y a un train de nuit quotidien vers Berlin et Hambourg et un train saisonnier vers Hambourg.

#### Trains de nuits
Avec le changement d'horaire en décembre 2022, la ligne de train de nuit Munich–Venise commence et se termine à Stuttgart au lieu de la gare centrale de Munich et passe généralement par des autocars vers Zagreb, Rijeka et Budapest. Depuis lors, la jonction de cette liaison est supprimée et la gare de l'Est, aux côtés d'Augsbourg, devient le point de transfert bavarois le plus important pour ces quatre parties du train. La deuxième offre de train de nuit, la liaison de nuit existante d'Innsbruck à Hambourg ou Amsterdam, reste inchangée. La troisième liaison ÖBB Nightjet de Munich à Milan se poursuivra à l'avenir vers La Spezia.

#### Régional
Sur la ligne ferroviaire de Munich à Simbach, trains régionaux sont assurés par la Südostbayernbahn entre la gare centrale de Munich et Mühldorf toutes les heures. Aux heures de pointe, des trains de rappel supplémentaires circulent toutes les demi-heures entre Munich-Est et Mühldorf. De plus, trois paires de trains express régionaux circulent quotidiennement avec moins d'arrêts entre la gare centrale de Munich et Mühldorf, dont deux sont reliés à Simbach.
Depuis le 15 décembre 2013, les trains de la Bayerische Oberlandbahn, qui circulent toutes les heures sur la ligne de Munich à Rosenheim de la gare centrale de Munich à Salzbourg et Kufstein, s'arrêtent à Munich-Est. Aux heures de pointe, des trains de rappel supplémentaires entre Munich et Kufstein et entre Munich et Traunstein circulent parfois toutes les demi-heures. De plus, la Südwestbayernbahn utilise des trains de Munich-Est par Grafing et Ebersberg à Wasserburg am Inn pendant les heures de pointe.

#### S-Bahn
Toutes les lignes de la S-Bahn, à l'exception de la ligne S 20, circulent à Munich-Est comme point final du tunnel de la ligne principale. La gare S-Bahn est repensée pour permettre des trajets en train sans passage à niveau. Les voies 1 à 3 mènent à la ville et les voies 4 et 5 à la sortie de la ville. Les voies 3 et 4 sont utilisées exclusivement pour les lignes S 3 et S 7. Le quai 5 est utilisé par les lignes S 2, S 4, S 6 et S 8 pour continuer vers l'est. Le S 1 se termine sur la voie 4 et est réutilisé sur la voie 2. Les voies 1 et 2 sont toujours utilisées par les lignes S 2, S 4, S 6 et S 8 arrivant de l'est et continuant vers le centre-ville.

### Intermodalité
En 1988, la station de métro Ostbahnhof ouvre sous l'Orleansplatz au nord-ouest de la station DB. Elle se trouve sur la ligne de métro U5, qui est prolongée du centre-ville à Neuperlach. Parallèlement, l'ensemble de l'Orleansplatz et le parvis de la gare sont repensés. Entre autres, une nouvelle gare routière est construite, une fontaine est installée et l'ancien système d'inversion du tramway est démantelé. Aujourd'hui, s'arrêtent ici la ligne de métro U5, la ligne de tramway 21, les lignes de bus de la ville 54, 55, 62, 100, 145, 148, 155 et X30 ainsi que la ligne de bus régionale 213. Les lignes de bus 190 et 191 partent de l'arrêt Ostbahnhof Friedenstraße au fond de la gare.